# Crumlin
Crumlin (Iers:Cromghlinn) is een plaats in het Noord-Ierse district Antrim.
Crumlin telt 4248 inwoners.
Van de bevolking is 23,3% protestant en 75,4% katholiek.